# Regino Hernández
Regino Hernández Martín (* 25. července 1991 Ceuta) je španělský snowboardista. Zúčastnil se ve snowboardcrossu tří olympijských her a pěti mistrovství světa. Pochází ze sportovní rodiny (jeho rodiče se závodně věnovali házené) a na snowboardu jezdí od čtyř let. Ve Světovém poháru debutoval v roce 2008.
Na mistrovství světa juniorů ve snowboardingu získal v roce 2011 zlatou medaili. Ve Světovém poháru obsadil v roce 2014 třetí místo na závodě v La Molině. V letech 2016 a 2017 vyhrál spolu s Lucesem Eguibarem týmový závod Světového poháru ve snowboardcrossu. Na mistrovství světa v akrobatickém lyžování a snowboardingu 2017 získali Hernández a Eguibar v této disciplíně stříbrnou medaili.
Na zimních olympijských hrách 2018 v jihokorejském Pchjongčchangu obsadil ve snowboardcrossu třetí místo za Francouzem Pierrem Vaultierem a Australanem Jarrydem Hughesem; získal tak pro Španělsko medaili ze zimní olympiády poprvé od roku 1992. V tomto roce byl také spolu s cyklistou Alejandrem Valverdem zvolen španělským sportovcem roku.